# Văn phòng Bộ Tổng Tham mưu (Việt Nam)
Văn phòng Bộ Tổng Tham mưu trực thuộc Bộ Tổng Tham mưu, Bộ Quốc phòng Việt Nam là cơ quan tham mưu kế hoạch-tổng hợp về Tác chiến, Huấn luyện, Chính sách trong Lực lượng vũ trang, vừa là trung tâm phối hợp hoạt động giữa các cơ quan, đơn vị trong toàn quân, giúp Thủ trưởng Bộ Tổng Tham mưu chỉ đạo hoạt động Tham mưu, Huấn luyện, Tác chiến trong LLVT; đồng thời trực tiếp tổ chức thực hiện công tác quân sự trong nội bộ cơ quan Bộ Tổng Tham mưu.
- Ngày thành lập: ngày 12 tháng 9 năm 1945[4]
- Trụ sở: Số 5, Nguyễn Tri Phương, Ba Đình, Hà Nội

## Nhiệm vụ
- Thực hiện chức năng tham mưu tổng hợp về chương trình, kế hoạch công tác và phục vụ hoạt động của Bộ Tổng Tham mưu; kiểm soát thủ tục hành chính theo quy định của pháp luật; giúp Tổng Tham mưu trưởng tổng hợp, theo dõi, đôn đốc các tổ chức, đơn vị thuộc Bộ Tổng Tham mưu thực hiện chương trình, kế hoạch công tác của BTTM đã được phê duyệt.
- Thực hiện công tác hành chính, văn thư, lưu trữ, quản lý cơ sở vật chất, kỹ thuật, tài sản, kinh phí hoạt động, bảo đảm phương tiện, điều kiện làm việc; phục vụ chung cho hoạt động của Bộ Tổng Tham mưu và công tác quản trị nội bộ; thực hiện các nhiệm vụ khác do pháp luật quy định hoặc do Tổng Tham mưu trưởng giao.

## Lãnh đạo hiện nay
- Chánh Văn phòng: Thiếu tướng Trần Tuấn Hùng
- Phó Chánh Văn phòng: Đại tá Nguyễn Minh Hải
- Phó Chánh Văn phòng: Đại tá Đặng Đình Tân

## Tổ chức
- Phòng Kế hoạch - Tổng hợp
- Phòng Văn thư
- Phòng Quân lực
- Phòng Lưu trữ
- Phòng Hành chính
- Phòng Lễ tân
- Phòng Tài chính
- Phòng Công nghệ thông tin
- Đoàn xe Bộ Tổng Tham mưu
- Nhà khách Bộ Tổng Tham mưu miền Bắc
- Nhà khách Bộ Tổng Tham mưu miền Trung
- Nhà khách Bộ Tổng Tham mưu miền Nam
- Đại diện Văn phòng Bộ Tổng Tham mưu tại TP Đà Nẵng
- Đại diện Văn phòng Bộ Tổng Tham mưu tại TP Hồ Chí Minh

## Chánh Văn phòng qua các thời kỳ
- 7/1950-, Phạm Trinh Cán, Đại tá[5]
- Lê Minh Nghĩa
- Ngô An Hợi, Thiếu tướng
- Lê Đình Cúc, Thiếu tướng[6]
- Hoàng Dũng, Thiếu tướng[7]
- 2006-2010 Nguyễn Hữu Mạnh, Thiếu tướng (2006), nguyên Phó Cục trưởng Cục Tác chiến (2003-2006)
- 2014-2017, Nguyễn Đình Tiết, Thiếu tướng (2013),  nguyên Phó Cục trưởng Cục Tác chiến, Bộ Tổng Tham mưu
- 2017-2018, Phạm Quang Ngân, Thiếu tướng (2017)[8], nguyên Phó Tham mưu trưởng Quân khu 2, nay là Cục trưởng Cục Dân quân tự vệ
- 2018-2023: Đỗ Mạnh Vui, Thiếu tướng (2018), nguyên Phó Cục trưởng Cục Quân huấn
- 2023-nay: Thiếu tướng Trần Tuấn Hùng

## Phó Chánh Văn phòng qua các thời kỳ
- Võ Thiện Kế, Đại tá
- 2013-2014, Nguyễn Đình Tiết, Thiếu tướng (2013), nguyên Phó Cục trưởng Cục Tác chiến